# Arrow Flash
Arrow Flash (アローフラッシュ, Arō Furasshu) é um jogo eletrônico de shoot 'em up desenvolvido pela ITL e publicado pela Sega no Japão e Europa e pela Renovation Products nos Estados Unidos para o Mega Drive em 1990. A personagem principal do jogo pilota um protótipo de uma nave capaz de se transformar em um mecha gigante deixado pelo seu avô para lutar contra um ataque alienígena contra a humanidade. O jogo é principalmente um jogo de tiro horizontal, com um estágio de rolagem para cima e para baixo.

## Jogabilidade
Como muitos shoot 'em up, o jogador inicialmente tem um tiro básico, que pode ser atualizado e/ou trocado por armas diferentes, bem como ganhar naves menores que acompanham a nave do jogador e copiam seus ataques. Como é habitual, estes powerups são distribuídos pelos níveis. Eles são mantidos quando avançam para o próximo estágio, mas são perdidos completamente quando o jogador perde uma vida.
Dois mecanismos adicionais diferenciam Arrow Flash de outros shoot 'em up, um dos quais é a capacidade de transformar a nave do jogador. As duas formas disponíveis são uma forma de mecha humanoide e uma forma de jato de caça. As armas do jogador mudam dependendo da forma selecionada. A forma do jato apenas dispara para frente, mas intensamente, ele pode voar mais rápido na horizontal e as naves auxiliares seguem o jato em um padrão semelhante a uma serpente. A forma de mecha tem um ângulo de disparo mais amplo, às vezes até disparando para trás, tem uma velocidade vertical mais rápida e as naves auxiliares permanecem em uma formação fixa enquanto nesta forma. Na forma de mecha os mísseis também seguirão inimigos, enquanto na forma de jato eles apenas viajam diretamente para a frente. Independentemente da forma, a nave é morta em apenas um golpe, a menos que o jogador pegue um escudo de energia que pode sustentar três golpes.
O título do jogo "Arrow Flash" é um ataque altamente poderoso para cada uma das formas; o jato dispara cinco grandes explosões para a frente, enquanto a forma de mecha vira uma ágil bola incandescente, tornando-a imune ao ataque por um curto período de tempo. Dependendo das opções definidas no início do jogo, os arrow flashes precisam ser carregados com uso ilimitado ou coletados pela fase sem tempo de carregamento.

## Enredo
Arrow Flash segue a protagonista Zana Keene (chamada Anna Schwinn na versão europeia, e Starna Oval na versão japonesa) enquanto ela luta contra alienígenas hostis. O jogo contém referências a Gundam, Dragonar, Layzner e Macross.

## Recepção
Arrow Flash recebeu críticas mistas, incluindo 32/50 da ASM, uma média de 6,25 da EGM, 3/10 da Génération 4, 3/5 da Games-X, 24% da Mega, 90% da Player One, 73% da RAZE, 58% da Video Games e 69% da Zero.